# Лето (фильм, 2018)
«Лето» — российский чёрно-белый музыкальный биографический фильм о Викторе Цое, Майке Науменко и ленинградской андеграундной рок-культуре начала 1980-х годов, снятый режиссёром Кириллом Серебренниковым по сценарию Михаила и Лили Идовых. Роль Виктора Цоя исполнил немецкий актёр корейского происхождения Тео Ю. Основная сюжетная линия фильма — история знакомства и отношений 19-летнего Цоя, 26-летнего Майка Науменко (Роман Билык) и его жены Натальи (Ирина Старшенбаум), а также становление Ленинградского рок-клуба и запись первого альбома Цоя.
Фильм участвовал в основной программе Каннского кинофестиваля 2018 года, где получил приз за лучший саундтрек. Режиссёр Кирилл Серебренников не смог лично представить фильм на фестивале, поскольку в это время находился под домашним арестом. В российский прокат фильм вышел 7 июня 2018 года. В российском прокате не окупился, собрав около полутора миллионов долларов США при бюджете в два с половиной миллиона (однако в мировом прокате собрал более трёх миллионов долларов).

## Сюжет
Основное действие разворачивается летом 1981 года в Ленинграде.
Два начинающих музыканта, Витя и Леонид (прототип — Алексей Рыбин), с гитарами приходят на пляж, где собрались Майк Науменко с друзьями. Майк исполняет под гитару песню «Лето», остальные подпевают.
Витя и Лёня исполняют песни «Мои друзья» и «Бездельник», причём по реакции друзей Майка видно, что песни им нравятся и могут стать хитами. Майк также хорошо отзывается о песнях группы и придумывает ей название «Гарин и гиперболоиды».
На пляже Витя знакомится с Наташей, женой Майка. Впоследствии он не раз заходит в дом Майка, чтобы показать ему свои новые песни или взять послушать что-нибудь из западной музыки. Витя и Наташа чувствуют притяжение друг к другу, между ними возникает то, что сама Наташа называет «детский школьный роман». Майк также догадывается о том, что Наташа испытывает симпатию к Вите, но в общении с Цоем никак не проявляет этого.
Через некоторое время «Гарин и гиперболоиды» подают заявку на вступление в рок-клуб. Майк поддерживает заявку и на обсуждении текстов песен работницу рок-клуба Татьяну Иванову удаётся убедить, что песни можно воспринимать как сатирические, потому что они критикуют половую распущенность («Восьмиклассница»), тунеядство («Время есть, а денег нет»), алкоголизм («Мои друзья») и другие пороки общества. Группу принимают в рок-клуб.
В это время барабанщик группы Олег уходит в армию и остаются только два гитариста. Витя решает записать ритм на драм-машине, не слушаясь Майка, который утверждает, что важно создать мощный рок-н-ролльный звук. Несмотря на то, что Вите важно мнение Майка о его песнях, Витя пытается уклониться от того, чтобы его песни переделывались под рок-стандарт, и ищет свой путь. На концерте, где «Гарин и гиперболоиды» выступают после «Зоопарка», часть публики покидает зал, увидев на сцене всего лишь двух исполнителей с акустическими гитарами, однако на песне «Когда-то ты был битником» Майк поддерживает пение Вити своим соло на электрогитаре, и концерт получается успешным.
Майк также обращается к Бобу (прототип — Борис Гребенщиков), ещё одной звезде рок-клуба, с просьбой помочь,т.к. Науменко считает, что Витю надо записать. Боб организует запись альбома «45». Хотя Вите не во всём нравится звучание, Майк убеждает его, что запись надо завершить, чтобы «освободиться» от уже написанных песен и двигаться дальше.
На совместном квартирнике Майка и Цоя в интервью после концерта также проявляется их разный подход к музыке: в качестве своего идеального концерта Майк называет многотысячный стадион со световыми эффектами и живыми слонами на сцене («Какой же зоопарк без слонов?»), тогда как Витя говорит, что для него важнее видеть глаза тех, кому он поёт. После концерта Витя знакомится с Марьяной, которая записывает ему на руке свой телефон — 212-85-06 (отсылка к песне «Аквариума»).
Проходит несколько месяцев. У группы, теперь названной «Кино», организацией концертов занимается Марьяна, ставшая женой Вити. Внешность Вити и состав группы изменились, группа набирает популярность и должна дать сольный концерт в рок-клубе. Цой выходит на сцену, но не начинает петь, пока в зал не зайдут Майк и Наташа. Группа начинает играть ритмичную песню, но Цой останавливает музыкантов и исполняет сольно под акустическую гитару песню «Дерево». Камера приближается к Майку, и видно как он понимает, что эту песню Витя написал как бы от имени Майка, а образом «Дерева» является сам Цой. Майк не показывая своих эмоций, говорит Наташе, что выйдет на улицу покурить. Наташа остаётся. Она тоже поняла смысл песни и со слезами на глазах аплодирует Цою вместе с залом. Титры фильма идут под песню группы «Кино» «Кончится лето».

## В ролях
- Роман Билык — Майк Науменко
- Тео Ю — Виктор Цой (озвучивание: Денис Клявер; вокал: Пётр Погодаев[11])
- Ирина Старшенбаум — Наталья Науменко
- Филипп Авдеев — Леонид (прототип — Алексей Рыбин)
- Александр Кузнецов — скептик
- Василий Михайлов — Игорь «Иша» Петровский
- Евгений Серзин — Олег Валинский
- Юлия Ауг — Татьяна Иванова
- Семён Серзин — Николай Михайлов, президент Ленинградского рок-клуба
- Никита Ефремов — Боб (прототип — Борис Гребенщиков)
- Александр Горчилин — панк (прототип — Андрей Панов)
- Андрей Ходорченков — Артемий Троицкий[12]
- Юлия Лобода — Марьяна
- Антон Адасинский — хозяин квартиры
- Лия Ахеджакова — хозяйка квартиры
- Антон Севидов — звукорежиссёр (прототип — Андрей Тропилло)
- Александра Ревенко
- Елена Коренева — женщина в красном
- Александр Баширов — пассажир в электричке
- Марина Клещёва — врач в военкомате
- Сева Новгородцев — антиквар

## История создания
Павел Руминов в ноябре 2023 в ходе забастовки против произвола продюсеров заявил, что фильм «Лето» был снят по его переписанному сценарию.
Съёмки фильма начались в июле 2017 года в Санкт-Петербурге и продолжались до конца августа, когда Серебренников был арестован и этапирован в Москву по обвинению в мошенничестве в особо крупном размере, а затем помещён под домашний арест. Тем не менее, к февралю следующего года ему удалось смонтировать фильм, не нарушив наложенных судом запретов, поскольку делалось это на компьютере, не подключённом к интернету. Несколько неснятых технических сцен были досняты по запискам режиссёра и по ранее проведённым репетициям.
В основу фильма легла книга Александра Житинского «Цой Forever», в которой напечатаны письма жены Майка Науменко Натальи, рассказывающие о некоторых подробностях её взаимоотношений с Виктором Цоем и Майком.
Производство фильма было завершено весной 2018 года, а продажи прав на прокат ленты начались в середине февраля на Берлинском кинофестивале.

## Саундтрек
В фильме использована музыка групп «Кино», «Зоопарк» и других российских рок-групп. Из западных исполнителей в картине звучат Talking Heads (песня «Psycho Killer»), Игги Поп (песня «The Passenger»), Лу Рид (песня «Perfect Day»), Mott the Hoople (песня «All the Young Dudes»). Примечательно, что исполнение этих песен оформлено в виде музыкальных «вставок» в основное действие, а поют действующие лица.
В роли продюсеров саундтрека фильма выступили музыканты группы «Звери» Рома Зверь и Герман Осипов. Сведением всего материала занимались Борис Войт и Алексей Брейтбург.

### Список композиций
| №   | Название                                     | Исполнитель                                 | Длительность |
| --- | -------------------------------------------- | ------------------------------------------- | ------------ |
| 1.  | «Дрянь»                                      | Звери                                       | 3:29         |
| 2.  | «Лето»                                       | Звери                                       | 1:58         |
| 3.  | «Закат»                                      | Звери                                       | 2:08         |
| 4.  | «Мои друзья»                                 | Герман Осипов, Пётр Погодаев, Филипп Авдеев | 2:28         |
| 5.  | «Бездельник»                                 | Герман Осипов, Филипп Авдеев, Пётр Погодаев | 1:39         |
| 6.  | «Ночь»                                       | Звери                                       | 1:18         |
| 7.  | «Psycho Killer»                              | Александр Горчилин, ГШ                      | 2:59         |
| 8.  | «Репетиция (Алюминиевые огурцы + Сладкая N)» | Звери, Пётр Погодаев, Филипп Авдеев         | 1:47         |
| 9.  | «Восьмиклассница»                            | Звери, Пётр Погодаев                        | 1:50         |
| 10. | «Осенняя мелодия»                            | Татьяна Рузавина, Сергей Таюшев             | 3:49         |
| 11. | «Passenger»                                  | Антон Севидов                               | 3:04         |
| 12. | «Не обещай»                                  | ВИА «Здравствуй, песня»                     | 3:17         |
| 13. | «Звезда рок-н-ролла»                         | Звери                                       | 2:38         |
| 14. | «Когда-то ты был битником»                   | Звери, Пётр Погодаев, Филипп Авдеев         | 3:17         |
| 15. | «Двор рок-клуба»                             | Звери                                       | 2:20         |
| 16. | «Perfect Day»                                | Елена Коренева, Антон Севидов               | 2:42         |
| 17. | «Моё настроение»                             | Звери, Пётр Погодаев                        | 2:33         |
| 18. | «Возвращение»                                | Звери                                       | 1:06         |
| 19. | «Время есть, а денег нет»                    | Звери, Пётр Погодаев                        | 2:06         |
| 20. | «На кухне»                                   | Звери, Пётр Погодаев                        | 2:13         |
| 21. | «Всецело»                                    | Звери, Александр Горчилин                   | 3:37         |
| 22. | «All the Young Dudes»                        | Shortparis                                  | 3:45         |
| 23. | «6 утра»                                     | Звери                                       | 3:31         |
| 24. | «Дерево»                                     | Пётр Погодаев, Герман Осипов, Пётр Тишков   | 2:33         |
| 25. | «Кончится лето»                              | Кино                                        | 5:53         |
| 26. | «L'été» (бонусная песня)                     | Звери, Женя Любич                           | 2:08         |

Ранее, до официального релиза полного альбома саундтреков, была выпущена предшествующая пластинка «Звери в зоопарке» в виде мини-альбома от группы «Звери», в которую вошли четыре сольные композиции, отобранные Билыком и Осиповым.
Спустя месяц после релиза 30 ноября состоялся выпуск бонусной песни «L'été» на французском языке. Переводом песни занималась Сесиль Туллек из группы Аnatomie Вousculaire. Исполнителями композиции стали Роман Билык и Женя Любич.

## Критика
15 февраля 2018 года фильм раскритиковал музыкант Борис Гребенщиков, который счёл, что сценарий фильма — «ложь от начала до конца».
«Мы жили по-другому. В его сценарии московские хипстеры, которые кроме как совокупляться за чужой счет, больше ничего не умеют. Сценарий писал человек с другой планеты. Мне кажется, в те времена сценарист бы работал в КГБ»
 — сказал музыкант.
Алексей Рыбин, один из сооснователей группы «Кино», также подверг критике сценарий, запретив авторам использовать свой образ в этом фильме. Резко раскритиковал фильм музыкальный продюсер Андрей Тропилло, который описал режиссёра Серебренникова как «человека чуждого рок-культуре и ничего о ней не знающего». По словам Николая Фоменко, режиссёру удалось передать романтику того времени («всё, что было связано с нами, — это романтика, наивная и подражающая американцам; игра в Запад в псевдозападном городе под названием Ленинград»), но это не имеет отношения к прототипам героев фильма. Музыкальный критик Артемий Троицкий согласился, что сценарий «вызывает большие сомнения», но призвал дождаться появления готового фильма. Троицкий отметил также, что «главная история, главная коллизия этого фильма — это любовный треугольник, которого, на самом деле, не было», или же «он существовал только, может быть, отчасти в чьём-то воображении».
Уже после просмотра фильма Троицкий назвал его мюзиклом, «абсолютно в духе и стиле „La La Land“ — только на материале питерского „подпольного рока“ начала 80-х». Он также оценил картину как «совершенно прелестную» с точки зрения жанрового кино, однако отметил, что «степень достоверности невелика», если подходить к фильму по меркам «байопика». Виталий Калгин, автор биографии Виктора Цоя для серии «ЖЗЛ», использованной при создании фильма, отметил, что фильм «неплох», но «он не о Цое вообще»: «Это история молодых музыкантов, и если назвать их любыми другими именами, ничего не изменится». По мнению автора, Цой в фильме «фон, не более того. Его характер хоть и искажён, но не прописан. „Лето“ — именно о Михаиле Науменко и его жене».
О фильме одобрительно отозвались друзья и коллеги Виктора Цоя и Майка Науменко, знавшие их в 1980-е годы, в том числе Наталья Крусанова (подруга Майка и Натальи Науменко с 1980 года), Игорь «Иша» Петровский (приятель Майка и Наташи Науменко, прототип одного из героев), Александр Донских (музыкант группы «Зоопарк» до 1987 года), Ольга Слободская (секретарь и администратор ленинградского рок-клуба с 1985 года). Игорь Петровский, в частности, отметил, что и не ожидал, что фильм будет «скрупулёзно воспроизводить факты из жизни своих героев или рассказывать абсолютно правдивую историю Ленинградского рок-клуба»: «Мне было интересно увидеть сказку, которую создали Кирилл Серебренников, актёры и вся съёмочная группа. Сказка получилась красивой и трогательной». Положительно оценил фильм также Андрей Макаревич.
Режиссёр Рашид Нугманов высоко оценил фильм, выразив уверенность, что Серебренников «не растерял своего умения погружаться в атмосферу предмета своего разговора со зрителем, тщательно восстановил среду того времени, что для человека, который её не знал, не рос в ней и не общался с этими людьми, — определённое достижение». Согласно Нугманову, если Тропилло или Гребенщиков «непредвзято посмотрят этот фильм — они его примут, потому что Серебренников сумел ухватить эту чистую любовь между людьми, это бескорыстие, тягу друг к другу, которая не выражалась в каких-то материальных выгодах». В свою очередь, в более позднем интервью Борис Гребенщиков рассказал, что посмотрел «примерно первые 40 минут» фильма и что в нём изображена «не моя жизнь, не наша»: «…наша жизнь от той, что была рассказана, отличается, как различаются минус и плюс. Мы жили куда более интересно». По мнению музыканта, «может быть, не очень этично придумывать людям, которые реально существовали, совершенно другие мотивации, обоснования и всё остальное».

При этом политолог Сергей Марков высказался резко: 
«Фильм про Цоя его — там все сосредоточено на том, что друг Цоя, можно сказать, закрывает глаза на то, что его жена спит с этим Цоем… Я обратил внимание, что голых мужских задниц в этом фильме про Цоя значительно больше, чем в каком-нибудь среднем фильме. И я понимаю, что Серебренников гей, и ему и нравится показывать голые мужские задницы. Пускай показывает. Мне все равно. Я безразличен абсолютно к этому, я много раз был в бане и в армии служил. Но для меня проблема в том, чего он не показывает».
В мировой кинопрессе фильм собрал в целом положительные отзывы: на сайте Rotten Tomatoes рейтинг фильма составляет 79 % на основе 62 рецензий со средней оценкой 7,3 из 10.
Российской газетой отмечалось, что «в прокате он прошёл скорее незаметно».

## Награды
- 2018 — Приз Каннского кинофестиваля за лучший саундтрек — Рома Зверь и Герман Осипов[42][43]
- 2018 — кинопремия «Золотой Единорог» за лучшую женскую роль первого плана Ирина Старшенбаум[44]
- 2019 — на церемонии «Ника» фильм был представлен в 12 номинациях, став рекордсменом по числу номинаций[45]:
  - Лучший игровой фильм — номинация
  - Лучшая режиссёрская работа — победитель
  - Лучшая женская роль — номинация
  - Лучшая мужская роль второго плана — номинация
  - Лучшая женская роль второго плана — номинация
  - Лучшая музыка к фильму — номинация
  - Лучшая операторская работа — номинация
  - Лучшая работа звукорежиссёра — победитель
  - Лучшая работа режиссёра монтажа — победитель
  - Лучшая работа художника — номинация
  - Лучшая работа художника по костюмам — номинация
  - Открытие года — победитель.

## Документальный фильм
Со слов Александра Кузнецова, фильм в общем монтаже фильм «Лето» получался длиной близок к 3 часам, и заграничный прокатчик посчитал, что данный хронометраж будет сложен для восприятия иностранного зрителя. Поэтому документальные сцены были вырезаны и смонтированы в отдельный фильм «После лета» (2018) — исполнитель роли Скептика Александр Кузнецов берет интервью у Натальи Науменко, Артемия Троицкого, Игоря Петровского, Севы Новгородцева и Андрея Тропилло в реальных локациях фильма «Лето». Над монтажом обоих фильмов фильма Кирилл Серебренников работал под домашним арестом, периодически выезжая на судебные заседания, где ему продлевали меру пресечения.